# 말랑말랑 두뇌교실
말랑말랑 두뇌교실(Big Brain Academy)"'やわらかあたま塾(やわらかあたまじゅく)"'은 닌텐도가 닌텐도 DS용으로 개발한 퍼즐게임이다. 일본에서 처음 출시된 후 미국, 오스트레일리아, 유럽에서 차례로 발매되었다. 매일매일 DS 두뇌 트레이닝과 비슷하지만 게임성과 그래픽에서 좀 더 단순해진 형태이다. 터치스크린을 사용한다. 닌텐도 위용의 속편이 국내에서 발매되었다.

## 게임 용어
- 말랑그램 : 사용자의 뇌의 활성도를 점수로 표현한 것이다.

## Wii
- Wii로 다함께! 말랑말랑 두뇌교실